# 癸干忒斯

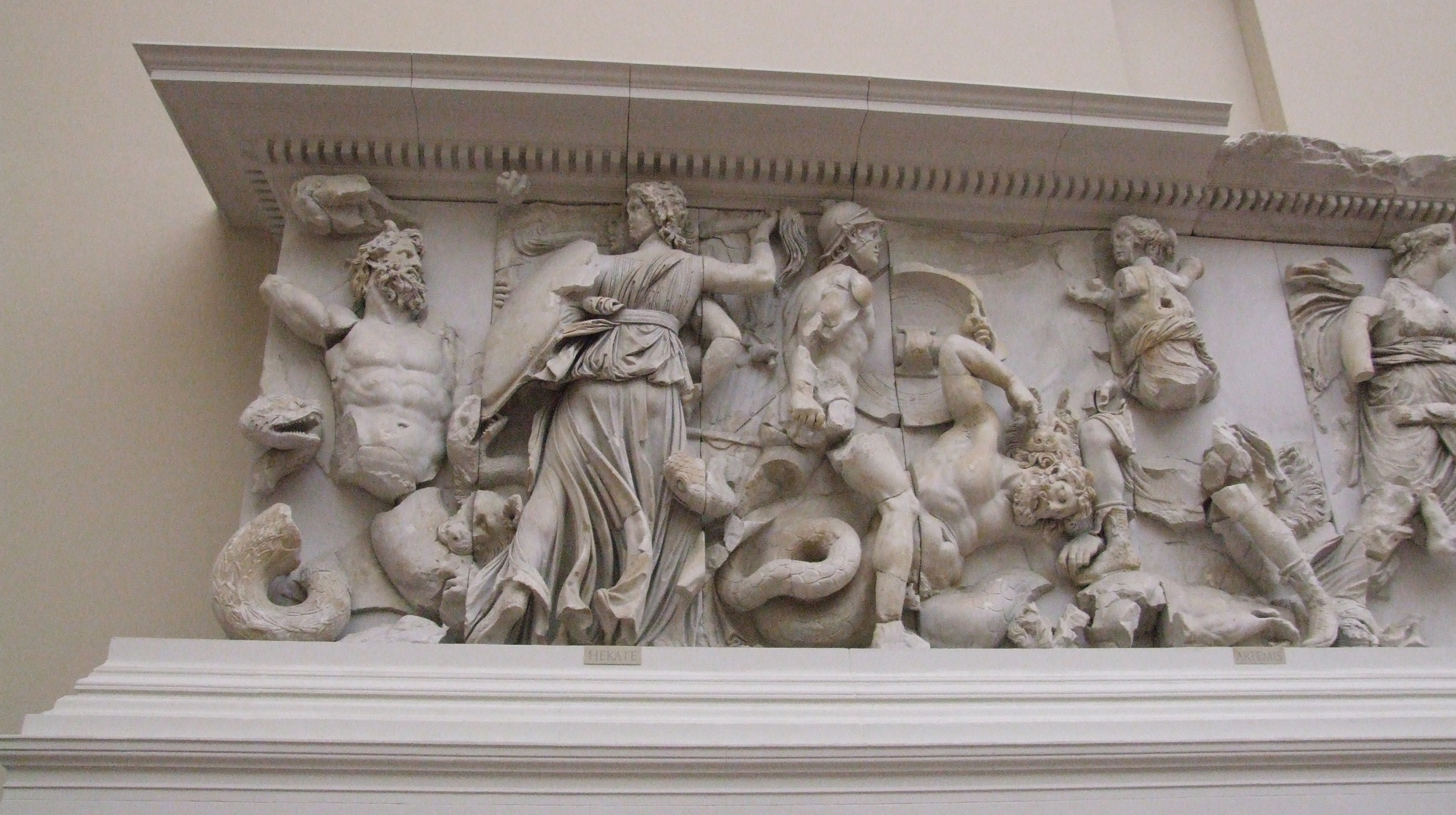
帕加马大祭坛上宏伟的癸干忒斯战争浮雕

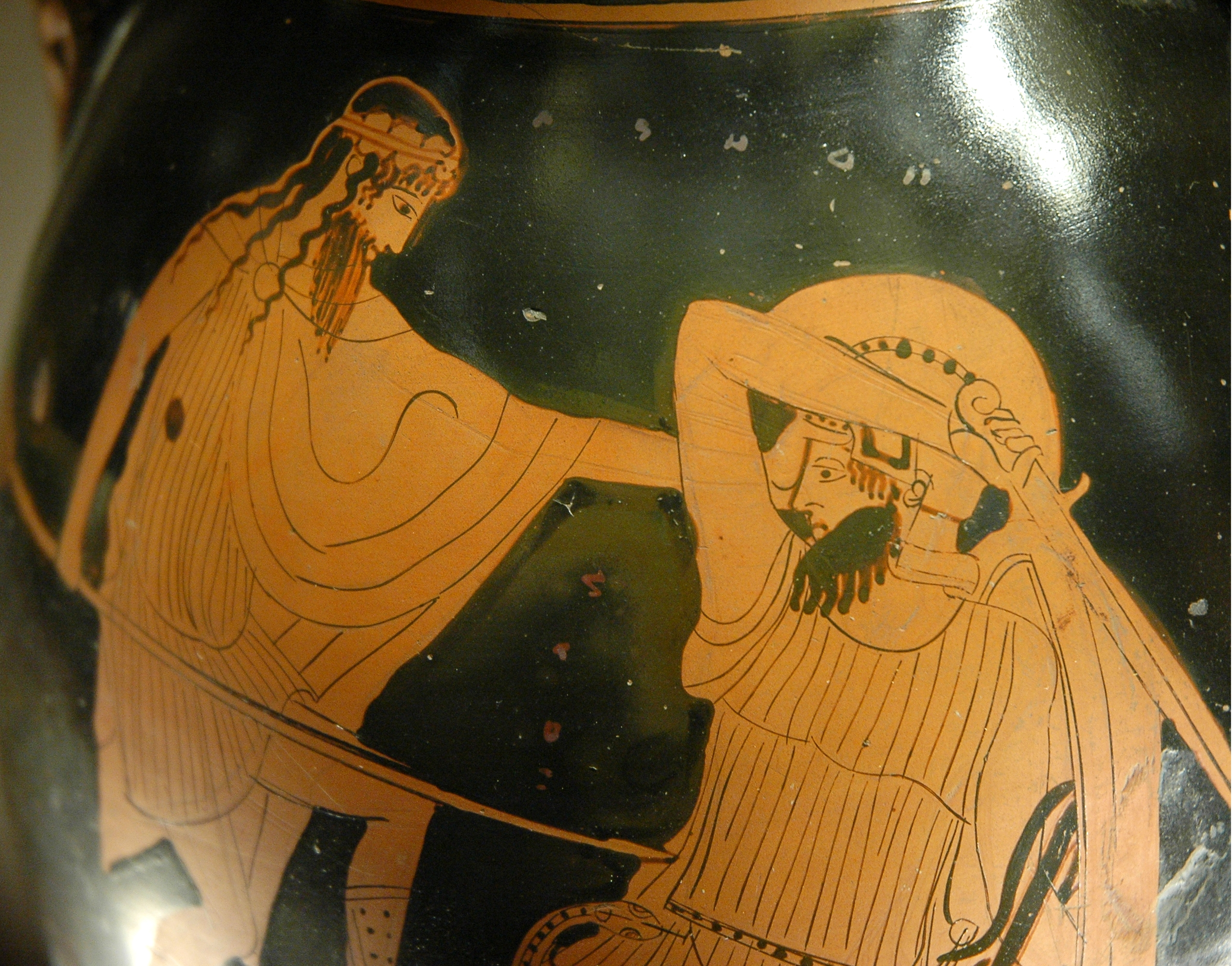
瓶饰：狄俄倪索斯攻击一名癸干忒斯，现藏卢浮宫

癸干忒斯（希腊语：Γίγαντες，也可译为巨灵）希腊神话中身形雄伟、力大无穷的巨人族。癸干忒斯与奥林帕斯神之间的战争，即所谓癸干忒斯战争（Gigantomachy），是希腊神话中继泰坦战争之后最伟大的神祇战争。
癸干忒斯共有150人，是大地女神盖亚与天神乌拉诺斯的孩子。盖亚与乌拉诺斯先后生育了12个提坦、3个独眼巨人和3个百臂巨人；乌拉诺斯无休止的生殖使盖亚非常痛苦，于是她怂恿提坦去阉割他们的父亲。只有最小的泰坦克罗诺斯敢去做这件事，他用一把大镰刀阉割了乌拉诺斯。乌拉诺斯喷出的鲜血被盖亚吸收，后者因此生下了癸干忒斯。
在古希腊神话集《书库》（传统上认为此书为阿波洛多罗斯所作，但现代学者大多已否定此说）中详细地描述了癸干忒斯的出生。癸干忒斯出生于帕利尼半岛（现名卡桑德拉半岛），有人的上身和龙的尾巴，相貌极其可怕。
命运决定癸干忒斯最终将死于与奥林帕斯眾神之间的战争，当人类英雄前来帮助众神战斗时，就是癸干忒斯战死之时。盖亚知道这件事，于是就寻找一种不死仙草，希望救癸干忒斯的命；但是宙斯提前割走了仙草，破坏了盖亚的计划。
后来癸干忒斯果然起来反抗宙斯的统治，这就是癸干忒斯战争。癸干忒斯们的领袖是阿尔库俄纽斯和波耳费里翁；在这两个的领导下，他们企图把色萨利山、珀利翁山和俄萨山疊在一起，好爬到奥林波斯山上去。诸神为了迎战，把独眼巨人和百臂巨人都找来帮忙。按照雅典娜的建议，宙斯召来了他的儿子、凡人英雄赫拉克勒斯，因为神谕显示必须有他参与才能战胜癸干忒斯。
这场战斗极其惨烈，其规模宏大可与泰坦战争相比。战场在佛勒格拉平原（这个地名的意思是“火场”）。癸干忒斯们用巨大的石头和着火的林木向奥林帕斯山上砸去，众神则用他们强大的武器作战。由于赫拉克勒斯的帮助，奥林波斯神取得了胜利，所有癸干忒斯都被消灭。《书库》里提到了13个被杀的癸干忒斯的名字：
- 阿尔库俄纽斯，被赫拉克勒斯所杀；
- 波耳费里翁，被宙斯用雷电击死；
- 厄菲阿尔忒斯，被阿波罗用箭射死；
- 欧律托斯，被狄俄倪索斯所杀；
- 克吕提厄，被赫卡忒用火炬烧死（一说是提堤俄斯被勒托用火炬烧死）；
- 弥马斯，被赫淮斯托斯所杀；
- 恩克拉多斯，被雅典娜用西西里岛砸死；
- 帕拉斯，雅典娜活剥了他的皮；
- 玻吕玻忒斯，被波塞冬所杀；
- 希波吕托斯，被赫耳墨斯所杀；
- 格拉提翁，被阿耳忒弥斯所杀；
- 阿格里俄斯，被摩伊赖所杀；
- 托翁，被摩伊赖杀死。

其他的癸干忒斯都被宙斯用雷击死，然后赫拉克勒斯又用箭射死了那些奄奄一息者。
古代居住于意大利南部（所谓大希腊）的希腊移民相信，战死的癸干忒斯被众神埋葬在火山下面，因此引发了火山喷发和其它地热现象。
在古代人们经常把癸干忒斯反抗宙斯的叛乱理解为“泰坦的复仇”，因为如果癸干忒斯获胜，其结果将很类似于泰坦复辟。但是没有任何神话学的证据支持这种联系。不过有的苏联学者认为，泰坦战争的神话可能影响了癸干忒斯神话的形成。
癸干忒斯战争是古希腊人最热衷的艺术题材之一，许多希腊瓶画都以其为主题。描述癸干忒斯战争的最著名的艺术品是帕加马大祭坛，今天人们可以在柏林帕加马博物馆中观赏到该祭坛上表现这场战争的宏伟浮雕。
关于癸干忒斯，有另一种不同的说法值得注意。荷马在奥德赛中提到，癸干忒斯是一个野蛮民族，他们的国王叫欧律墨冬，最终被全部消灭。

## 大眾文化
- 手機遊戲《龍族拼圖》中的怪物

- 小說《混血營英雄》中的敵人

## 资料来源
- 《神话辞典》，（苏联）M·H·鲍特文尼克等，统一书号：2017·304
- 《世界神话辞典》，辽宁人民出版社，ISBN 7-205-00960-X
- 《希腊宗教》，Walter Burkert，128页
- The Gigantes in classical literature and art （页面存档备份，存于）
- Harpers Dictionary of Classical Antiquities （页面存档备份，存于）: "Gigantes"